# Teorema de Hopf-Rinow
El teorema de Hopf-Rinow és un conjunt d'afirmacions sobre la completesa geodèsica de les varietats riemannianes. Du el nom de Heinz Hopf i del seu alumne Willi Rinow, que el van publicar l'any 1913. Stefan Cohn-Vossen va estendre part del teorema de Hopf–Rinow en el context de certs tipus d'espais mètrics.

## Enunciat
Sigui {\displaystyle (M,g)} una varietat riemanniana connexa i suau. Llavors, les següents afirmacions són equivalents:
1. Els subconjunts tancats i fitats de {\displaystyle M} són compactes;
2. {\displaystyle M} és un espai mètric complet;
3. {\displaystyle M} és geodèsicament comple; és a dir, per tot {\displaystyle p\in M,} el mapa exponencial expp és definit en tot l'espai tangent {\displaystyle \operatorname {T} _{p}M.}

A més, qualsevol de les afirmacions de més amunt implica que donats dos punts {\displaystyle p,q\in M,} existeix una geodèsica que minimitza la longitud i que connecta aquests dos punts (les geodèsiques són en general punts crítics per al funcional de la longitud, i poden o no ser mínims).
En el teorema de Hopf-Rinow, la primera caracterització de completesa s'emmarca purament en la topologia de la vairetat i en la fitesa de diversos conjunts: el segon tracta sobre l'existència de minimitzadors a un cert problema de càlcul de variacions (és a dir, la minimització del funcional longitud); i el tercer té a veure amb la naturalesa de les solucions d'un cert sistema d'equacions diferencials ordinàries.

## Variacions i generalitzacions
- El teorema de Hopf–Rinow es pot generalitzar a espais mètrics de longitud de la següent manera:[3]
  - Si un espai mètric de longitud és complet i localment compacte llavors es poden connectar dos punts qualssevol mitjançant una geodèsica, i qualsevol conjunt tancat fitat és compacte.

De fet, aquestes propietats caracteritzen la completesa per espais mètrics de longitud.
- El teorema no aplica a varietats de dimensió infinita. Per exemple, a l'esfera unitària en un espai de Hilbert separable se la pot proveïr de l'estructura d'una varietat de Hilbert de tal manera que punts antipodals no puguin ser ajuntats mitjançant una geodèsica que minimitzi la longitud.[5] Més tard, es va observar que ni tan sols es pot afirmar que dos punts puguin ser units per una geodèsica, encara que no sigui mìnima.[6]
- El teorema tampoc es pot generalitzar a varietats de Lorentz: el tor de Clifton–Pohl n'és un exemple (difeomòrfic al tor bidimensional) que és compacte però no complet.[7]